# Lamés Spannungsellipsoid

Abb. 1: Spannungsellipsoid (grau) mit │σ_{1}│:│σ_{2}│:│σ_{3}│=6:5:3

Lamés Spannungsellipsoid von Gabriel Lamé ist eine Möglichkeit, den Spannungszustand in einem Punkt zu veranschaulichen, siehe Abbildung 1. Jeder Vektor vom Zentrum des Ellipsoids zu einem Punkt auf dem Ellipsoid entspricht einem vom Spannungszustand zugelassenen Traktionsvektor auf einer Ebene durch das Zentrum des Ellipsoids. Diese Ebene ist parallel zur Tangentialfläche an die Spannungs-Direktor-Fläche (englisch stress-director surface) im Punkt. Somit ist ein Spannungszustand vollständig charakterisiert durch das Spannungsellipsoid und die Spannungs-Direktor-Flächen durch seine Punkte. Die Längen der Halbachsen, die Inhalte der Hauptflächen (im Bild blau, rot bzw. gelb) und das Volumen des Spannungsellipsoids hängen mit wichtigen #Kennzahlen des Spannungszustands zusammen, nämlich mit den Hauptinvarianten des Spannungstensors.
Wenn σ1,2,3 die Hauptspannungen im Punkt sind, dann ist das Spannungsellipsoid gegeben durch
| {\displaystyle {\frac {{\mathsf {x}}^{2}}{\sigma _{1}^{2}}}+{\frac {{\mathsf {y}}^{2}}{\sigma _{2}^{2}}}+{\frac {{\mathsf {z}}^{2}}{\sigma _{3}^{2}}}=1} |  | (*) |
| {\displaystyle {\frac {{\mathsf {x}}^{2}}{\sigma _{1}^{2}}}+{\frac {{\mathsf {y}}^{2}}{\sigma _{2}^{2}}}+{\frac {{\mathsf {z}}^{2}}{\sigma _{3}^{2}}}=1} |  | (*) |

und die Spannungs-Direktor-Flächen durch
| {\displaystyle {\mathsf {{\frac {x^{2}}{\sigma _{1}}}+{\frac {y^{2}}{\sigma _{2}}}+{\frac {z^{2}}{\sigma _{3}}}=f}}} |  | (**) |
| {\displaystyle {\mathsf {{\frac {x^{2}}{\sigma _{1}}}+{\frac {y^{2}}{\sigma _{2}}}+{\frac {z^{2}}{\sigma _{3}}}=f}}} |  | (**) |

mit reellem f.

## Spezialfälle
Folgende Spezialfälle sind häufig anzutreffen:
1. Im hydrostatischen Spannungszustand, wo alle Hauptspannungen gleich sind, ist das Spannungsellipsoid eine Kugel,
2. wenn zwei Hauptspannungen betraglich gleich sind, wie bei reiner Schubverzerrung, ist das Ellipsoid ein Rotationsellipsoid,
3. im ebenen Spannungszustand ist eine Hauptspannung null, sodass das Ellipsoid zu einer Ellipse degeneriert, und
4. im Zugversuch einer prismatischen Probe, wo zwei Hauptspannungen null sind, reduziert sich das Ellipsoid auf zwei Punkte.

## Ebener Spannungszustand

Abb. 2: Spannungsellipsoid (schwarz) mit Spannungs-Direktor-Fläche (blau) bei zwei Hauptspannungen gleichen Vorzeichens

Abb. 3: Spannungsellipsoid (schwarz) mit Spannungs-Direktor-Flächen (blau, grün und gelb) bei zwei Hauptspannungen verschiedenen Vorzeichens

Der ebene Spannungszustand ist als zweidimensionaler Spezialfall besonders anschaulich, wobei die Flächen zu ebenen Kurven werden, wie die Abbildungen 2 und 3 zeigen. Dort ist die erste Hauptspannung betraglich doppelt so groß wie die zweite und in Abb. 3 ist letztere zudem negativ. Weil das Spannungsellipsoid vom Quadrat der Hauptspannungen abhängt, sind in beiden Bildern die Spannungsellipsoide identisch. Deren Halbachsen sind in Hauptspannungsrichtung orientiert und diese sind immer zueinander senkrecht. Die Längen der Halbachsen und die Fläche der dargestellten Ellipse sind fundamentale Merkmale des Spannungszustands.
In Abb. 2 ist auch die Spannungs-Direktor-Fläche (blau) ellipsenförmig, wobei sich deren Hauptachsen wie die Wurzeln der Hauptspannungen zueinanderverhalten. Ein Traktionsvektor (rot) weist vom Ursprung zu einem beliebigen Punkt P auf dem Spannungsellipsoid und die Fläche, auf der der Traktionsvektor angreift, hat eine Normale (grüne Pfeile), die senkrecht zur Spannungs-Direktor-Fläche (blau) durch P ist. Wenn die Hauptspannungen unterschiedliche Vorzeichen besitzen, dann ist die Spannungs-Direktor-Fläche kein Ellipsoid, sondern wie in Abb. 3 hyperbelförmig (blau und gelb) oder linear (grün), je nach Vorzeichen von f in (**).
In beiden Abbildungen sind die Traktionsvektoren als rote Pfeile markiert, in denen die Hauptschubspannungen auftreten. Die Vektoren wirken hier auf Flächen, deren Normalen (grüne Pfeile) Winkelhalbierende der Hauptspannungsrichtungen sind, sodass die Normalen im 45° Winkel zu diesen orientiert sind.

## Räumlicher Spannungszustand

Abb. 4: Spannungsellipsoid (grau) mit Spannungs-Direktor-Fläche (blau) bei Hauptspannungen gleichen Vorzeichens

Abb. 5: Spannungsellipsoid (grau) mit Spannungs-Direktor-Flächen (blau, grün und rot) bei Hauptspannungen verschiedenen Vorzeichens

Die Abbildungen 4 und 5 zeigen das Spannungsellipsoid aus Abb. 1 mit zugehörigen Spannungs-Direktor-Flächen (blau, rot bzw. grün). In Abb. 4 haben alle Hauptspannungen dasselbe Vorzeichen und die Spannungs-Direktor-Flächen sind Ellipsoide, deren Halbachsen sich wie die Wurzeln der Hauptspannungen zueinander verhalten. Die Halbachsen sind in Hauptspannungsrichtung orientiert und diese sind immer zueinander senkrecht. In Abb. 5 ist die dritte Hauptspannung negativ und die Spannungs-Direktor-Flächen sind ein- oder zweischalige Hyperboloide bzw. Kegel.
Ein Traktionsvektor weist vom Ursprung zu einem beliebigen Punkt P auf dem Spannungsellipsoid und die Fläche, auf der der Traktionsvektor angreift, hat eine Normale, die senkrecht zur Spannungs-Direktor-Fläche durch P ist. In beiden Abbildungen sind die Traktionsvektoren markiert (rote Pfeile), in denen die Hauptschubspannungen auftreten. Die Vektoren wirken hier auf Flächen, deren Normalen Winkelhalbierende der Hauptspannungsrichtungen sind, sodass die Normalen im 45° Winkel zu diesen orientiert sind (grüne Pfeile).

### Herleitung
Der Traktionsvektor lautet im System der Hauptspannungsrichtungen ê1,2,3 mit Hauptspannungen σ1,2,3 und Normaleneinheitsvektor {\displaystyle {\mathsf {\hat {n}}}=}n1ê1+n2ê2+n3ê3:
{\displaystyle {\mathsf {\vec {t}}}} = σ1n1ê1+σ2n2ê2+σ3n3ê3 =: xê1+yê2+zê3
oder als Matrizengleichung mit dem Cauchy’schen Spannungstensor σ im ê1,2,3-Hauptachsensystem:
| {\displaystyle {\mathsf {{\vec {t}}:={\boldsymbol {\sigma }}\cdot {\hat {n}}={\begin{pmatrix}\sigma _{1}&&\\&\sigma _{2}&\\&&\sigma _{3}\end{pmatrix}}{\begin{pmatrix}{\mathsf {n}}_{1}\\{\mathsf {n}}_{2}\\{\mathsf {n}}_{3}\end{pmatrix}}={\begin{pmatrix}\sigma _{1}{\mathsf {n}}_{1}\\\sigma _{2}{\mathsf {n}}_{2}\\\sigma _{3}{\mathsf {n}}_{3}\end{pmatrix}}=:{\begin{pmatrix}{\mathsf {x}}\\{\mathsf {y}}\\{\mathsf {z}}\end{pmatrix}}}}} |  | (***) |
| {\displaystyle {\mathsf {{\vec {t}}:={\boldsymbol {\sigma }}\cdot {\hat {n}}={\begin{pmatrix}\sigma _{1}&&\\&\sigma _{2}&\\&&\sigma _{3}\end{pmatrix}}{\begin{pmatrix}{\mathsf {n}}_{1}\\{\mathsf {n}}_{2}\\{\mathsf {n}}_{3}\end{pmatrix}}={\begin{pmatrix}\sigma _{1}{\mathsf {n}}_{1}\\\sigma _{2}{\mathsf {n}}_{2}\\\sigma _{3}{\mathsf {n}}_{3}\end{pmatrix}}=:{\begin{pmatrix}{\mathsf {x}}\\{\mathsf {y}}\\{\mathsf {z}}\end{pmatrix}}}}} |  | (***) |

Daraus ergibt sich die Gleichung (*) des Spannungsellipsoids:
{\displaystyle {\mathsf {{\frac {x^{2}}{\sigma _{1}^{2}}}+{\frac {y^{2}}{\sigma _{2}^{2}}}+{\frac {z^{2}}{\sigma _{3}^{2}}}={\frac {\sigma _{1}^{2}n_{1}^{2}}{\sigma _{1}^{2}}}+{\frac {\sigma _{2}^{2}n_{2}^{2}}{\sigma _{2}^{2}}}+{\frac {\sigma _{3}^{2}n_{3}^{2}}{\sigma _{3}^{2}}}=n_{1}^{2}+n_{2}^{2}+n_{3}^{2}=1}}}

### Spannungs-Direktor-Fläche
Der Normalenvektor der Fläche, auf der der Traktionsvektor (***) wirkt, ist
{\displaystyle {\mathsf {{\hat {n}}={\begin{pmatrix}{\mathsf {n_{1}}}\\{\mathsf {n_{2}}}\\{\mathsf {n_{3}}}\end{pmatrix}}={\begin{pmatrix}{\mathsf {\frac {x}{\sigma _{1}}}}\\{\mathsf {\frac {y}{\sigma _{2}}}}\\{\mathsf {\frac {z}{\sigma _{3}}}}\end{pmatrix}}={\frac {1}{2}}\operatorname {grad} \left({\frac {x^{2}}{\sigma _{1}}}+{\frac {y^{2}}{\sigma _{2}}}+{\frac {z^{2}}{\sigma _{3}}}\right)}}}
siehe #Herleitung, ist also parallel zum Gradient an die sogenannte Spannungs-Direktor-Fläche (**)
{\displaystyle {\mathsf {f={\frac {x^{2}}{\sigma _{1}}}+{\frac {y^{2}}{\sigma _{2}}}+{\frac {z^{2}}{\sigma _{3}}}}}}
Indem die x-, y- und z-Koordinaten eines interessierenden Punktes des Ellipsoids hier eingesetzt werden, ergibt sich die Integrationskonstante f. Diese ist für die Gradientenbildung unerheblich, weswegen gelegentlich auch f=1 angegeben und nur von der (einen) Spannungs-Direktor-Fläche gesprochen wird. 
Wenn alle Hauptspannungen dasselbe Vorzeichen besitzen, hat es f ebenfalls. Wenn Hauptspannungen verschiedenen Vorzeichens vorkommen, dann ist f=0 möglich und definiert einen Ellipsenkegel, grün in Abb. 5. Wenn bei f≠0 zwei Hauptspannungen das Vorzeichen von f besitzen, ergibt sich ein einschaliges Hyperboloid (blau in Abb. 5), ansonsten ein zweischaliges (rot in Abb. 5).

### Kennzahlen des Spannungszustands
Wichtige Kennzahlen des Spannungszustands leiten sich aus den Hauptinvarianten des Spannungstensors ab und können an seinem Spannungsellipsoid abgelesen werden.

#### Hauptachsen
Das Ellipsoid besitzt in seinen Scheitelpunkten mit den Hauptachsen je zwei Schnittpunkte an den Stellen ±σ1, ±σ2 bzw. ±σ3. Die Summe der Achsabschnitte, die auch Halbachsen des Ellipsoids genannt werden, ist die erste Hauptinvariante oder Spur des Spannungstensors
I1 := Sp(σ) = σ1+σ2+σ3.
Wenn positive und negative Hauptspannungen vorkommen, müssen die Halbachsen mit dem entsprechenden Vorzeichen zugefügt werden.

#### Hauptflächen
Die Schnittflächen des Ellipsoids mit den Flächen, in denen x=0, y=0 oder z=0 ist, farbig in Abbildung 1, haben die Inhalte
A1=πσ2σ3, A2=πσ1σ3, A3=πσ1σ2
Wenn positive und negative Hauptspannungen vorkommen, treten hier Flächen mit negativem Vorzeichen auf. Die Summe dieser vorzeichenbehafteten Flächen ist das π-fache der zweiten Hauptinvariante des Spannungstensors:
I2(σ) := ½(Sp(σ)2−Sp(σσ)) = σ2σ3+σ1σ3+σ1σ2 = {\displaystyle {\frac {1}{\pi }}}(A1+A2+A3)

#### Volumen
Das Volumen des Ellipsoids ist
V={\displaystyle {\frac {4\pi }{3}}}σ1σ2σ3
und somit das 4π⁄3-fache der dritten Hauptinvariante oder Determinate des Spannungstensors
I3(σ) := det(σ)=σ1σ2σ3={\displaystyle {\mathsf {\frac {3{\mathsf {V}}}{4\pi }}}}
Auch hier kann V negatives Vorzeichen haben, wenn negative Hauptspannungen vorkommen.

### Hauptschubspannung
In den Spannungszuständen, in denen die Hauptschubspannung auftritt, liegt der Traktionsvektor auf der Winkelhalbierenden der zur größten und kleinsten Hauptspannung gehörenden Hauptspannungsrichtungen. Hier soll O.B.d.A. σ1≥σ2≥σ3 sein. Entsprechend hat der Normalenvektor die Koordinaten n1,n3=±1/√2 und n2=0. Die vier möglichen Traktionsvektoren liegen in den Schnittpunkten des Spannungsellipsoids mit der 1-3-Hauptebene sowie der Spannungs-Direktorfläche mit f=(σ1+σ3)/2 und haben die Koordinaten x=±σ1/√2, y=0 sowie z=±σ3/√2. Diese Punkte sind in den Abbildungen 4 und 5 markiert und mit den Traktionsvektoren (rot) und Normalenvektoren (grün) versehen, die man sich in den Ursprung verschoben denken muss, wo der dargestellte Spannungszustand herrscht.